# Ginnastica ai Giochi della XVII Olimpiade
Le competizioni di ginnastica artistica dei Giochi della XVII Olimpiade si sono svolte alle Terme di Caracalla a Roma dal 5 al 10 settembre 1960.
Si sono svolte 8 competizioni maschili e 6 femminili. A differenza di Melbourne 1956 è stata abolita la prova femminile degli attrezzi a squadre.

## Programma
| Data              | Round                                                      |
| ----------------- | ---------------------------------------------------------- |
| 5 settembre 1960  | Qualificazioni maschili esercizi obbligatori               |
| 6 settembre 1960  | Qualificazioni femminili esercizi obbligatori              |
| 7 settembre 1960  | Qualificazioni esercizi liberi e finali concorsi maschili  |
| 8 settembre 1960  | Qualificazioni esercizi liberi e finali concorsi femminili |
| 9 settembre 1960  | Finali attrezzi femminili                                  |
| 10 settembre 1960 | Finali attrezzi maschili                                   |

## Podi

### Uomini
| Evento                           | Oro                                                                                            | Perform. | Argento | Perform. | Bronzo | Perform. |
| Concorso a squadre (dettagli)    | Giappone Takashi Ono Shūji Tsurumi Yukio Endō Masao Takemoto Nobuyuki Aihara Takashi Mitsukuri | 575,20   | Unione Sovietica Boris Šachlin Jurij Titov Al'bert Azarjan Vladimir Portnoy Nikolay Miligulo Valery Kerdemelidi | 572,70   | Italia Franco Menichelli Giovanni Carminucci Angelo Vicardi Pasquale Carminucci Orlando Polmonari Gianfranco Marzolla | 559,05   |
| Concorso individuale (dettagli)  | Boris Šachlin                                                                                  | 1159,50  | Takashi Ono | 1159,00  | Jurij Titov | 1156,00  |
| Corpo libero (dettagli)          | Nobuyuki Aihara                                                                                | 19.450   | Jurij Titov | 19.325   | Franco Menichelli | 19.275   |
| Volteggio (dettagli)             | Boris Šachlin Takashi Ono                                                                      | 19,350   | NA | -        | Vladimir Portnoy | 19,225   |
| Cavallo con maniglie (dettagli)  | Boris Šachlin Eugen Ekman                                                                      | 19,375   | NA | -        | Shūji Tsurumi | 19,150   |
| Anelli (dettagli)                | Al'bert Azarjan                                                                                | 19,725   | Boris Šachlin                                                                                                   | 19,500   | Velik Kapsazov Takashi Ono                                                                                            | 19,425   |
| Parallele simmetriche (dettagli) | Boris Šachlin                                                                                  | 19,400   | Giovanni Carminucci                                                                                             | 19,375   | Takashi Ono | 19,350   |
| Sbarra (dettagli)                | Takashi Ono                                                                                    | 19,600   | Masao Takemoto                                                                                                  | 19,525   | Boris Šachlin | 19,475   |

### Donne
| Evento                            | Oro | Perform. | Argento | Perform. | Bronzo                                                                                            | Perform. |
| Concorso a squadre (dettagli)     | Unione Sovietica Larisa Latynina Sof'ja Muratova Polina Astachova Margarita Nikolaeva Lidija Kalinina Tamara Ljuchina | 382.320  | Cecoslovacchia Věra Čáslavská Eva Bosáková Ludmila Švédová Adolfína Tkačíková Matylda Matoušková Hana Růžičková | 373.323  | Romania Sonia Iovan Elena Leușteanu Elena Mărgărit Atanasia Ionescu Uta Poreceanu Emilia Vătăşoiu | 372.053  |
| Concorso individuale (dettagli)   | Larisa Latynina | 77.031   | Sof'ja Muratova                                                                                                 | 76.696   | Polina Astachova                                                                                  | 76.164   |
| Corpo libero (dettagli)           | Larisa Latynina | 19,583   | Polina Astachova                                                                                                | 19,532   | Tamara Ljuchina                                                                                   | 19,449   |
| Volteggio (dettagli)              | Margarita Nikolaeva                                                                                                   | 19,316   | Sof'ja Muratova                                                                                                 | 19,049   | Larisa Latynina                                                                                   | 19,016   |
| Parallele asimmetriche (dettagli) | Polina Astachova | 19,616   | Larisa Latynina                                                                                                 | 19,416   | Tamara Ljuchina                                                                                   | 19,399   |
| Trave (dettagli)                  | Eva Bosáková | 19,283   | Larisa Latynina                                                                                                 | 19,233   | Sof'ja Muratova                                                                                   | 19,232   |

## Medagliere
| Posizione | Paese            |    |    |    | Totale |
| --------- | ---------------- | -- | -- | -- | ------ |
| 1         | Unione Sovietica | 10 | 8  | 8  | 26     |
| 2         | Giappone         | 4  | 2  | 3  | 9      |
| 3         | Cecoslovacchia   | 1  | 1  | 0  | 2      |
| 4         | Finlandia        | 1  | 0  | 0  | 1      |
| 5         | Italia           | 0  | 1  | 2  | 3      |
| 6         | Bulgaria         | 0  | 0  | 1  | 1      |
| 6         | Romania          | 0  | 0  | 1  | 1      |
| Totale    | Totale           | 16 | 12 | 15 | 43     |